# فرودگاه بین‌المللی شاه امانت
فرودگاه بین‌المللی شاه امانت (به انگلیسی: Shah Amanat International Airport) یک فرودگاه نظامی و همگانی با کد یاتا CGP است که یک باند فرود بتن و آسفالت دارد و طول باند آن ۳۲۰۰ متر است. این فرودگاه در کشور بنگلادش قرار دارد و در ارتفاع ۴ متری از سطح دریا واقع شده‌است.

## شرکت‌های هواپیمایی و مقصدهای پروازی

### مسافری

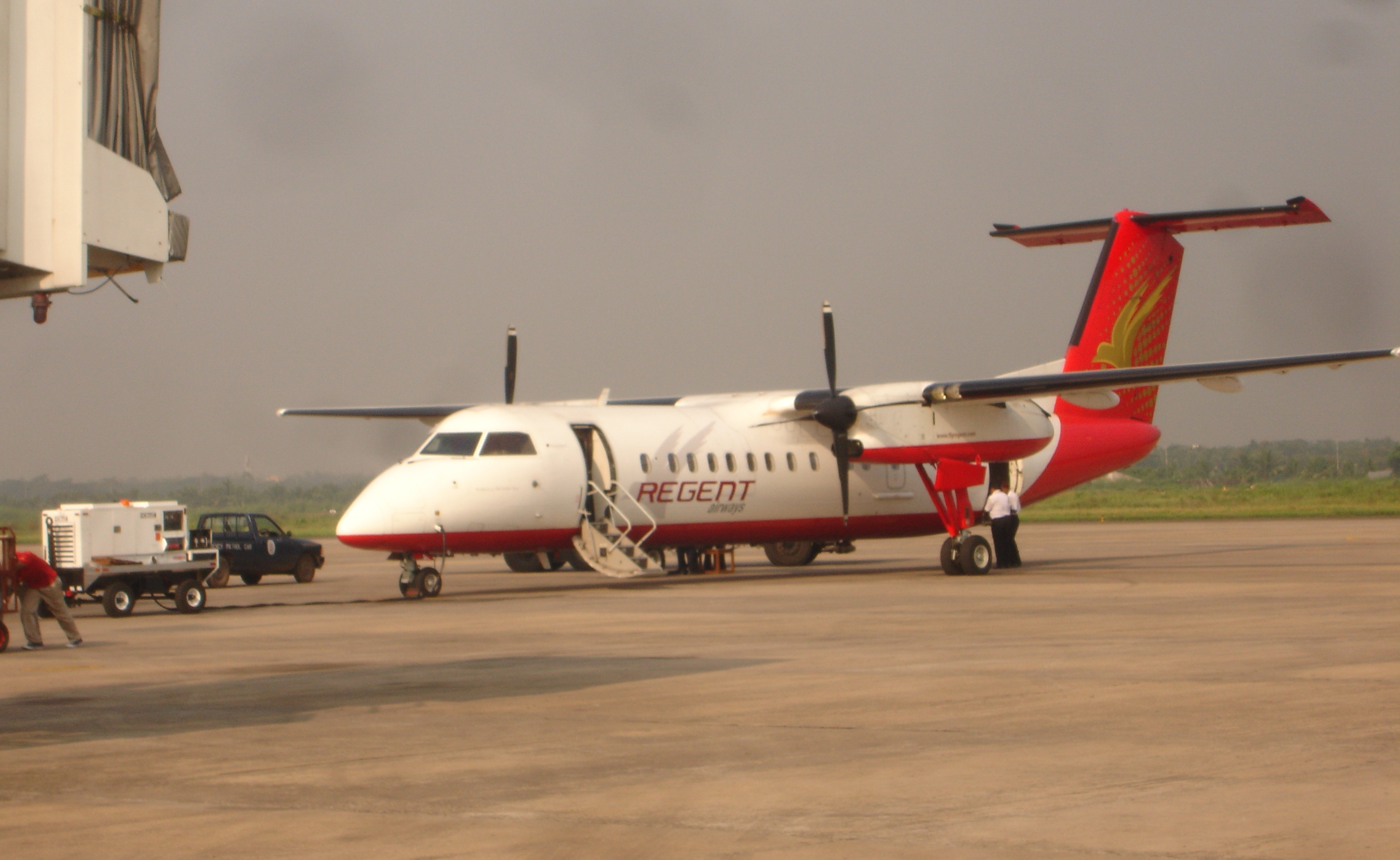
Regent Airways Bombardier Dash-8-Q300 at the tarmac in 2011.

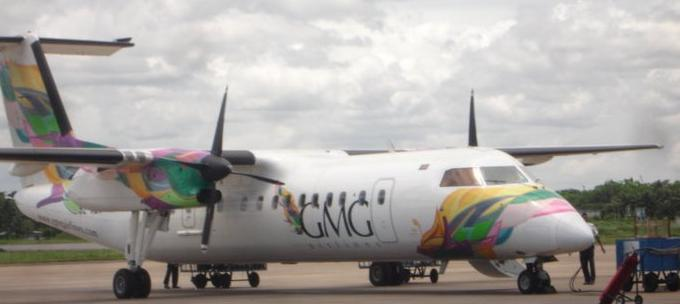
Defunct airline GMG Airlines Dash 8–300 at the airport in 2009.

| شرکت‌های هواپیمایی      | مقصدهای پروازی                                                              |
| ---------------------- | --------------------------------------------------------------------------- |
| ایر عربیا              | شارجه، راس الخیمه                                                           |
| بیمان بنگلادش ایرلاینز | ابوظبی، شاه‌جلال، حمد، دوبی، ملک عبدالعزیز، نتاجی سبهاش چندر بوس، کویت، مسقط |
| فلای‌دبی                | دوبی                                                                        |
| مالیندو ایر            | کوالالامپور                                                                 |
| نوووایر                | شاه‌جلال، نتاجی سبهاش چندر بوس                                               |
| عمان ایر               | مسقط                                                                        |
| Regent Airways         | سووارنابومی، شاه‌جلال، نتاجی سبهاش چندر بوس، مسقط                            |
| روتانا جت              | ابوظبی                                                                      |
| Thai Smile             | سووارنابومی                                                                 |
| US-Bangla Airlines     | سووارنابومی، شاه‌جلال، نتاجی سبهاش چندر بوس، مسقط                            |

### باری
| شرکت‌های هواپیمایی | مقصدهای پروازی |
| ----------------- | -------------- |
| امارات اسکای‌کارگو | آل مکتوم       |
| هواپیمایی اتحاد   | ابوظبی         |